# Позиционная ничья
Позиционная ничья — это термин, применяемый к позиции в шахматах, в которой невозможно реализовать материальный перевес (порой значительный) в силу некоторых её особенностей. Позиционная ничья часто реализовывается в шахматных этюдах. Различают несколько разновидностей позиционных ничьих: «крепость», блокада, связывание и привязывание, «вечное» нападение, повторение ходов с другими мотивами.
Термин был введён в 1928 году советским этюдистом и шахматным теоретиком Ф. М. Симховичем, также разработавшим первую классификацию позиционной ничьи.

## Примеры
|   | a | b | c | d | e | f | g | h |   |
| - | --- | --- | --- | --- | --- | --- | --- | --- | - |
| 8 | f7 чёрный король · c6 чёрная пешка · e6 чёрная ладья · a5 чёрная пешка · b5 чёрная пешка · c5 белая пешка · d5 чёрная пешка · d4 белая пешка · a3 белая пешка · b3 белая пешка · f3 белая пешка · g3 белая пешка · d2 белая пешка · f2 белый король | f7 чёрный король · c6 чёрная пешка · e6 чёрная ладья · a5 чёрная пешка · b5 чёрная пешка · c5 белая пешка · d5 чёрная пешка · d4 белая пешка · a3 белая пешка · b3 белая пешка · f3 белая пешка · g3 белая пешка · d2 белая пешка · f2 белый король | f7 чёрный король · c6 чёрная пешка · e6 чёрная ладья · a5 чёрная пешка · b5 чёрная пешка · c5 белая пешка · d5 чёрная пешка · d4 белая пешка · a3 белая пешка · b3 белая пешка · f3 белая пешка · g3 белая пешка · d2 белая пешка · f2 белый король | f7 чёрный король · c6 чёрная пешка · e6 чёрная ладья · a5 чёрная пешка · b5 чёрная пешка · c5 белая пешка · d5 чёрная пешка · d4 белая пешка · a3 белая пешка · b3 белая пешка · f3 белая пешка · g3 белая пешка · d2 белая пешка · f2 белый король | f7 чёрный король · c6 чёрная пешка · e6 чёрная ладья · a5 чёрная пешка · b5 чёрная пешка · c5 белая пешка · d5 чёрная пешка · d4 белая пешка · a3 белая пешка · b3 белая пешка · f3 белая пешка · g3 белая пешка · d2 белая пешка · f2 белый король | f7 чёрный король · c6 чёрная пешка · e6 чёрная ладья · a5 чёрная пешка · b5 чёрная пешка · c5 белая пешка · d5 чёрная пешка · d4 белая пешка · a3 белая пешка · b3 белая пешка · f3 белая пешка · g3 белая пешка · d2 белая пешка · f2 белый король | f7 чёрный король · c6 чёрная пешка · e6 чёрная ладья · a5 чёрная пешка · b5 чёрная пешка · c5 белая пешка · d5 чёрная пешка · d4 белая пешка · a3 белая пешка · b3 белая пешка · f3 белая пешка · g3 белая пешка · d2 белая пешка · f2 белый король | f7 чёрный король · c6 чёрная пешка · e6 чёрная ладья · a5 чёрная пешка · b5 чёрная пешка · c5 белая пешка · d5 чёрная пешка · d4 белая пешка · a3 белая пешка · b3 белая пешка · f3 белая пешка · g3 белая пешка · d2 белая пешка · f2 белый король | 8 |
| 7 | f7 чёрный король · c6 чёрная пешка · e6 чёрная ладья · a5 чёрная пешка · b5 чёрная пешка · c5 белая пешка · d5 чёрная пешка · d4 белая пешка · a3 белая пешка · b3 белая пешка · f3 белая пешка · g3 белая пешка · d2 белая пешка · f2 белый король | f7 чёрный король · c6 чёрная пешка · e6 чёрная ладья · a5 чёрная пешка · b5 чёрная пешка · c5 белая пешка · d5 чёрная пешка · d4 белая пешка · a3 белая пешка · b3 белая пешка · f3 белая пешка · g3 белая пешка · d2 белая пешка · f2 белый король | f7 чёрный король · c6 чёрная пешка · e6 чёрная ладья · a5 чёрная пешка · b5 чёрная пешка · c5 белая пешка · d5 чёрная пешка · d4 белая пешка · a3 белая пешка · b3 белая пешка · f3 белая пешка · g3 белая пешка · d2 белая пешка · f2 белый король | f7 чёрный король · c6 чёрная пешка · e6 чёрная ладья · a5 чёрная пешка · b5 чёрная пешка · c5 белая пешка · d5 чёрная пешка · d4 белая пешка · a3 белая пешка · b3 белая пешка · f3 белая пешка · g3 белая пешка · d2 белая пешка · f2 белый король | f7 чёрный король · c6 чёрная пешка · e6 чёрная ладья · a5 чёрная пешка · b5 чёрная пешка · c5 белая пешка · d5 чёрная пешка · d4 белая пешка · a3 белая пешка · b3 белая пешка · f3 белая пешка · g3 белая пешка · d2 белая пешка · f2 белый король | f7 чёрный король · c6 чёрная пешка · e6 чёрная ладья · a5 чёрная пешка · b5 чёрная пешка · c5 белая пешка · d5 чёрная пешка · d4 белая пешка · a3 белая пешка · b3 белая пешка · f3 белая пешка · g3 белая пешка · d2 белая пешка · f2 белый король | f7 чёрный король · c6 чёрная пешка · e6 чёрная ладья · a5 чёрная пешка · b5 чёрная пешка · c5 белая пешка · d5 чёрная пешка · d4 белая пешка · a3 белая пешка · b3 белая пешка · f3 белая пешка · g3 белая пешка · d2 белая пешка · f2 белый король | f7 чёрный король · c6 чёрная пешка · e6 чёрная ладья · a5 чёрная пешка · b5 чёрная пешка · c5 белая пешка · d5 чёрная пешка · d4 белая пешка · a3 белая пешка · b3 белая пешка · f3 белая пешка · g3 белая пешка · d2 белая пешка · f2 белый король | 7 |
| 6 | f7 чёрный король · c6 чёрная пешка · e6 чёрная ладья · a5 чёрная пешка · b5 чёрная пешка · c5 белая пешка · d5 чёрная пешка · d4 белая пешка · a3 белая пешка · b3 белая пешка · f3 белая пешка · g3 белая пешка · d2 белая пешка · f2 белый король | f7 чёрный король · c6 чёрная пешка · e6 чёрная ладья · a5 чёрная пешка · b5 чёрная пешка · c5 белая пешка · d5 чёрная пешка · d4 белая пешка · a3 белая пешка · b3 белая пешка · f3 белая пешка · g3 белая пешка · d2 белая пешка · f2 белый король | f7 чёрный король · c6 чёрная пешка · e6 чёрная ладья · a5 чёрная пешка · b5 чёрная пешка · c5 белая пешка · d5 чёрная пешка · d4 белая пешка · a3 белая пешка · b3 белая пешка · f3 белая пешка · g3 белая пешка · d2 белая пешка · f2 белый король | f7 чёрный король · c6 чёрная пешка · e6 чёрная ладья · a5 чёрная пешка · b5 чёрная пешка · c5 белая пешка · d5 чёрная пешка · d4 белая пешка · a3 белая пешка · b3 белая пешка · f3 белая пешка · g3 белая пешка · d2 белая пешка · f2 белый король | f7 чёрный король · c6 чёрная пешка · e6 чёрная ладья · a5 чёрная пешка · b5 чёрная пешка · c5 белая пешка · d5 чёрная пешка · d4 белая пешка · a3 белая пешка · b3 белая пешка · f3 белая пешка · g3 белая пешка · d2 белая пешка · f2 белый король | f7 чёрный король · c6 чёрная пешка · e6 чёрная ладья · a5 чёрная пешка · b5 чёрная пешка · c5 белая пешка · d5 чёрная пешка · d4 белая пешка · a3 белая пешка · b3 белая пешка · f3 белая пешка · g3 белая пешка · d2 белая пешка · f2 белый король | f7 чёрный король · c6 чёрная пешка · e6 чёрная ладья · a5 чёрная пешка · b5 чёрная пешка · c5 белая пешка · d5 чёрная пешка · d4 белая пешка · a3 белая пешка · b3 белая пешка · f3 белая пешка · g3 белая пешка · d2 белая пешка · f2 белый король | f7 чёрный король · c6 чёрная пешка · e6 чёрная ладья · a5 чёрная пешка · b5 чёрная пешка · c5 белая пешка · d5 чёрная пешка · d4 белая пешка · a3 белая пешка · b3 белая пешка · f3 белая пешка · g3 белая пешка · d2 белая пешка · f2 белый король | 6 |
| 5 | f7 чёрный король · c6 чёрная пешка · e6 чёрная ладья · a5 чёрная пешка · b5 чёрная пешка · c5 белая пешка · d5 чёрная пешка · d4 белая пешка · a3 белая пешка · b3 белая пешка · f3 белая пешка · g3 белая пешка · d2 белая пешка · f2 белый король | f7 чёрный король · c6 чёрная пешка · e6 чёрная ладья · a5 чёрная пешка · b5 чёрная пешка · c5 белая пешка · d5 чёрная пешка · d4 белая пешка · a3 белая пешка · b3 белая пешка · f3 белая пешка · g3 белая пешка · d2 белая пешка · f2 белый король | f7 чёрный король · c6 чёрная пешка · e6 чёрная ладья · a5 чёрная пешка · b5 чёрная пешка · c5 белая пешка · d5 чёрная пешка · d4 белая пешка · a3 белая пешка · b3 белая пешка · f3 белая пешка · g3 белая пешка · d2 белая пешка · f2 белый король | f7 чёрный король · c6 чёрная пешка · e6 чёрная ладья · a5 чёрная пешка · b5 чёрная пешка · c5 белая пешка · d5 чёрная пешка · d4 белая пешка · a3 белая пешка · b3 белая пешка · f3 белая пешка · g3 белая пешка · d2 белая пешка · f2 белый король | f7 чёрный король · c6 чёрная пешка · e6 чёрная ладья · a5 чёрная пешка · b5 чёрная пешка · c5 белая пешка · d5 чёрная пешка · d4 белая пешка · a3 белая пешка · b3 белая пешка · f3 белая пешка · g3 белая пешка · d2 белая пешка · f2 белый король | f7 чёрный король · c6 чёрная пешка · e6 чёрная ладья · a5 чёрная пешка · b5 чёрная пешка · c5 белая пешка · d5 чёрная пешка · d4 белая пешка · a3 белая пешка · b3 белая пешка · f3 белая пешка · g3 белая пешка · d2 белая пешка · f2 белый король | f7 чёрный король · c6 чёрная пешка · e6 чёрная ладья · a5 чёрная пешка · b5 чёрная пешка · c5 белая пешка · d5 чёрная пешка · d4 белая пешка · a3 белая пешка · b3 белая пешка · f3 белая пешка · g3 белая пешка · d2 белая пешка · f2 белый король | f7 чёрный король · c6 чёрная пешка · e6 чёрная ладья · a5 чёрная пешка · b5 чёрная пешка · c5 белая пешка · d5 чёрная пешка · d4 белая пешка · a3 белая пешка · b3 белая пешка · f3 белая пешка · g3 белая пешка · d2 белая пешка · f2 белый король | 5 |
| 4 | f7 чёрный король · c6 чёрная пешка · e6 чёрная ладья · a5 чёрная пешка · b5 чёрная пешка · c5 белая пешка · d5 чёрная пешка · d4 белая пешка · a3 белая пешка · b3 белая пешка · f3 белая пешка · g3 белая пешка · d2 белая пешка · f2 белый король | f7 чёрный король · c6 чёрная пешка · e6 чёрная ладья · a5 чёрная пешка · b5 чёрная пешка · c5 белая пешка · d5 чёрная пешка · d4 белая пешка · a3 белая пешка · b3 белая пешка · f3 белая пешка · g3 белая пешка · d2 белая пешка · f2 белый король | f7 чёрный король · c6 чёрная пешка · e6 чёрная ладья · a5 чёрная пешка · b5 чёрная пешка · c5 белая пешка · d5 чёрная пешка · d4 белая пешка · a3 белая пешка · b3 белая пешка · f3 белая пешка · g3 белая пешка · d2 белая пешка · f2 белый король | f7 чёрный король · c6 чёрная пешка · e6 чёрная ладья · a5 чёрная пешка · b5 чёрная пешка · c5 белая пешка · d5 чёрная пешка · d4 белая пешка · a3 белая пешка · b3 белая пешка · f3 белая пешка · g3 белая пешка · d2 белая пешка · f2 белый король | f7 чёрный король · c6 чёрная пешка · e6 чёрная ладья · a5 чёрная пешка · b5 чёрная пешка · c5 белая пешка · d5 чёрная пешка · d4 белая пешка · a3 белая пешка · b3 белая пешка · f3 белая пешка · g3 белая пешка · d2 белая пешка · f2 белый король | f7 чёрный король · c6 чёрная пешка · e6 чёрная ладья · a5 чёрная пешка · b5 чёрная пешка · c5 белая пешка · d5 чёрная пешка · d4 белая пешка · a3 белая пешка · b3 белая пешка · f3 белая пешка · g3 белая пешка · d2 белая пешка · f2 белый король | f7 чёрный король · c6 чёрная пешка · e6 чёрная ладья · a5 чёрная пешка · b5 чёрная пешка · c5 белая пешка · d5 чёрная пешка · d4 белая пешка · a3 белая пешка · b3 белая пешка · f3 белая пешка · g3 белая пешка · d2 белая пешка · f2 белый король | f7 чёрный король · c6 чёрная пешка · e6 чёрная ладья · a5 чёрная пешка · b5 чёрная пешка · c5 белая пешка · d5 чёрная пешка · d4 белая пешка · a3 белая пешка · b3 белая пешка · f3 белая пешка · g3 белая пешка · d2 белая пешка · f2 белый король | 4 |
| 3 | f7 чёрный король · c6 чёрная пешка · e6 чёрная ладья · a5 чёрная пешка · b5 чёрная пешка · c5 белая пешка · d5 чёрная пешка · d4 белая пешка · a3 белая пешка · b3 белая пешка · f3 белая пешка · g3 белая пешка · d2 белая пешка · f2 белый король | f7 чёрный король · c6 чёрная пешка · e6 чёрная ладья · a5 чёрная пешка · b5 чёрная пешка · c5 белая пешка · d5 чёрная пешка · d4 белая пешка · a3 белая пешка · b3 белая пешка · f3 белая пешка · g3 белая пешка · d2 белая пешка · f2 белый король | f7 чёрный король · c6 чёрная пешка · e6 чёрная ладья · a5 чёрная пешка · b5 чёрная пешка · c5 белая пешка · d5 чёрная пешка · d4 белая пешка · a3 белая пешка · b3 белая пешка · f3 белая пешка · g3 белая пешка · d2 белая пешка · f2 белый король | f7 чёрный король · c6 чёрная пешка · e6 чёрная ладья · a5 чёрная пешка · b5 чёрная пешка · c5 белая пешка · d5 чёрная пешка · d4 белая пешка · a3 белая пешка · b3 белая пешка · f3 белая пешка · g3 белая пешка · d2 белая пешка · f2 белый король | f7 чёрный король · c6 чёрная пешка · e6 чёрная ладья · a5 чёрная пешка · b5 чёрная пешка · c5 белая пешка · d5 чёрная пешка · d4 белая пешка · a3 белая пешка · b3 белая пешка · f3 белая пешка · g3 белая пешка · d2 белая пешка · f2 белый король | f7 чёрный король · c6 чёрная пешка · e6 чёрная ладья · a5 чёрная пешка · b5 чёрная пешка · c5 белая пешка · d5 чёрная пешка · d4 белая пешка · a3 белая пешка · b3 белая пешка · f3 белая пешка · g3 белая пешка · d2 белая пешка · f2 белый король | f7 чёрный король · c6 чёрная пешка · e6 чёрная ладья · a5 чёрная пешка · b5 чёрная пешка · c5 белая пешка · d5 чёрная пешка · d4 белая пешка · a3 белая пешка · b3 белая пешка · f3 белая пешка · g3 белая пешка · d2 белая пешка · f2 белый король | f7 чёрный король · c6 чёрная пешка · e6 чёрная ладья · a5 чёрная пешка · b5 чёрная пешка · c5 белая пешка · d5 чёрная пешка · d4 белая пешка · a3 белая пешка · b3 белая пешка · f3 белая пешка · g3 белая пешка · d2 белая пешка · f2 белый король | 3 |
| 2 | f7 чёрный король · c6 чёрная пешка · e6 чёрная ладья · a5 чёрная пешка · b5 чёрная пешка · c5 белая пешка · d5 чёрная пешка · d4 белая пешка · a3 белая пешка · b3 белая пешка · f3 белая пешка · g3 белая пешка · d2 белая пешка · f2 белый король | f7 чёрный король · c6 чёрная пешка · e6 чёрная ладья · a5 чёрная пешка · b5 чёрная пешка · c5 белая пешка · d5 чёрная пешка · d4 белая пешка · a3 белая пешка · b3 белая пешка · f3 белая пешка · g3 белая пешка · d2 белая пешка · f2 белый король | f7 чёрный король · c6 чёрная пешка · e6 чёрная ладья · a5 чёрная пешка · b5 чёрная пешка · c5 белая пешка · d5 чёрная пешка · d4 белая пешка · a3 белая пешка · b3 белая пешка · f3 белая пешка · g3 белая пешка · d2 белая пешка · f2 белый король | f7 чёрный король · c6 чёрная пешка · e6 чёрная ладья · a5 чёрная пешка · b5 чёрная пешка · c5 белая пешка · d5 чёрная пешка · d4 белая пешка · a3 белая пешка · b3 белая пешка · f3 белая пешка · g3 белая пешка · d2 белая пешка · f2 белый король | f7 чёрный король · c6 чёрная пешка · e6 чёрная ладья · a5 чёрная пешка · b5 чёрная пешка · c5 белая пешка · d5 чёрная пешка · d4 белая пешка · a3 белая пешка · b3 белая пешка · f3 белая пешка · g3 белая пешка · d2 белая пешка · f2 белый король | f7 чёрный король · c6 чёрная пешка · e6 чёрная ладья · a5 чёрная пешка · b5 чёрная пешка · c5 белая пешка · d5 чёрная пешка · d4 белая пешка · a3 белая пешка · b3 белая пешка · f3 белая пешка · g3 белая пешка · d2 белая пешка · f2 белый король | f7 чёрный король · c6 чёрная пешка · e6 чёрная ладья · a5 чёрная пешка · b5 чёрная пешка · c5 белая пешка · d5 чёрная пешка · d4 белая пешка · a3 белая пешка · b3 белая пешка · f3 белая пешка · g3 белая пешка · d2 белая пешка · f2 белый король | f7 чёрный король · c6 чёрная пешка · e6 чёрная ладья · a5 чёрная пешка · b5 чёрная пешка · c5 белая пешка · d5 чёрная пешка · d4 белая пешка · a3 белая пешка · b3 белая пешка · f3 белая пешка · g3 белая пешка · d2 белая пешка · f2 белый король | 2 |
| 1 | f7 чёрный король · c6 чёрная пешка · e6 чёрная ладья · a5 чёрная пешка · b5 чёрная пешка · c5 белая пешка · d5 чёрная пешка · d4 белая пешка · a3 белая пешка · b3 белая пешка · f3 белая пешка · g3 белая пешка · d2 белая пешка · f2 белый король | f7 чёрный король · c6 чёрная пешка · e6 чёрная ладья · a5 чёрная пешка · b5 чёрная пешка · c5 белая пешка · d5 чёрная пешка · d4 белая пешка · a3 белая пешка · b3 белая пешка · f3 белая пешка · g3 белая пешка · d2 белая пешка · f2 белый король | f7 чёрный король · c6 чёрная пешка · e6 чёрная ладья · a5 чёрная пешка · b5 чёрная пешка · c5 белая пешка · d5 чёрная пешка · d4 белая пешка · a3 белая пешка · b3 белая пешка · f3 белая пешка · g3 белая пешка · d2 белая пешка · f2 белый король | f7 чёрный король · c6 чёрная пешка · e6 чёрная ладья · a5 чёрная пешка · b5 чёрная пешка · c5 белая пешка · d5 чёрная пешка · d4 белая пешка · a3 белая пешка · b3 белая пешка · f3 белая пешка · g3 белая пешка · d2 белая пешка · f2 белый король | f7 чёрный король · c6 чёрная пешка · e6 чёрная ладья · a5 чёрная пешка · b5 чёрная пешка · c5 белая пешка · d5 чёрная пешка · d4 белая пешка · a3 белая пешка · b3 белая пешка · f3 белая пешка · g3 белая пешка · d2 белая пешка · f2 белый король | f7 чёрный король · c6 чёрная пешка · e6 чёрная ладья · a5 чёрная пешка · b5 чёрная пешка · c5 белая пешка · d5 чёрная пешка · d4 белая пешка · a3 белая пешка · b3 белая пешка · f3 белая пешка · g3 белая пешка · d2 белая пешка · f2 белый король | f7 чёрный король · c6 чёрная пешка · e6 чёрная ладья · a5 чёрная пешка · b5 чёрная пешка · c5 белая пешка · d5 чёрная пешка · d4 белая пешка · a3 белая пешка · b3 белая пешка · f3 белая пешка · g3 белая пешка · d2 белая пешка · f2 белый король | f7 чёрный король · c6 чёрная пешка · e6 чёрная ладья · a5 чёрная пешка · b5 чёрная пешка · c5 белая пешка · d5 чёрная пешка · d4 белая пешка · a3 белая пешка · b3 белая пешка · f3 белая пешка · g3 белая пешка · d2 белая пешка · f2 белый король | 1 |
|   | a | b | c | d | e | f | g | h |   |

В финале этюда В. Чеховера у чёрных лишняя ладья, однако использовать это ощутимое преимущество невозможно, так как белые построили «крепость» и их король контролирует все входы в неё.
|   | a | b | c | d | e | f | g | h |   |
| - | --- | --- | --- | --- | --- | --- | --- | --- | - |
| 8 | e5 чёрный ферзь · h5 чёрная пешка · e4 белый конь · h4 чёрный король · f3 белая пешка · g2 белая пешка · h1 белый король | e5 чёрный ферзь · h5 чёрная пешка · e4 белый конь · h4 чёрный король · f3 белая пешка · g2 белая пешка · h1 белый король | e5 чёрный ферзь · h5 чёрная пешка · e4 белый конь · h4 чёрный король · f3 белая пешка · g2 белая пешка · h1 белый король | e5 чёрный ферзь · h5 чёрная пешка · e4 белый конь · h4 чёрный король · f3 белая пешка · g2 белая пешка · h1 белый король | e5 чёрный ферзь · h5 чёрная пешка · e4 белый конь · h4 чёрный король · f3 белая пешка · g2 белая пешка · h1 белый король | e5 чёрный ферзь · h5 чёрная пешка · e4 белый конь · h4 чёрный король · f3 белая пешка · g2 белая пешка · h1 белый король | e5 чёрный ферзь · h5 чёрная пешка · e4 белый конь · h4 чёрный король · f3 белая пешка · g2 белая пешка · h1 белый король | e5 чёрный ферзь · h5 чёрная пешка · e4 белый конь · h4 чёрный король · f3 белая пешка · g2 белая пешка · h1 белый король | 8 |
| 7 | e5 чёрный ферзь · h5 чёрная пешка · e4 белый конь · h4 чёрный король · f3 белая пешка · g2 белая пешка · h1 белый король | e5 чёрный ферзь · h5 чёрная пешка · e4 белый конь · h4 чёрный король · f3 белая пешка · g2 белая пешка · h1 белый король | e5 чёрный ферзь · h5 чёрная пешка · e4 белый конь · h4 чёрный король · f3 белая пешка · g2 белая пешка · h1 белый король | e5 чёрный ферзь · h5 чёрная пешка · e4 белый конь · h4 чёрный король · f3 белая пешка · g2 белая пешка · h1 белый король | e5 чёрный ферзь · h5 чёрная пешка · e4 белый конь · h4 чёрный король · f3 белая пешка · g2 белая пешка · h1 белый король | e5 чёрный ферзь · h5 чёрная пешка · e4 белый конь · h4 чёрный король · f3 белая пешка · g2 белая пешка · h1 белый король | e5 чёрный ферзь · h5 чёрная пешка · e4 белый конь · h4 чёрный король · f3 белая пешка · g2 белая пешка · h1 белый король | e5 чёрный ферзь · h5 чёрная пешка · e4 белый конь · h4 чёрный король · f3 белая пешка · g2 белая пешка · h1 белый король | 7 |
| 6 | e5 чёрный ферзь · h5 чёрная пешка · e4 белый конь · h4 чёрный король · f3 белая пешка · g2 белая пешка · h1 белый король | e5 чёрный ферзь · h5 чёрная пешка · e4 белый конь · h4 чёрный король · f3 белая пешка · g2 белая пешка · h1 белый король | e5 чёрный ферзь · h5 чёрная пешка · e4 белый конь · h4 чёрный король · f3 белая пешка · g2 белая пешка · h1 белый король | e5 чёрный ферзь · h5 чёрная пешка · e4 белый конь · h4 чёрный король · f3 белая пешка · g2 белая пешка · h1 белый король | e5 чёрный ферзь · h5 чёрная пешка · e4 белый конь · h4 чёрный король · f3 белая пешка · g2 белая пешка · h1 белый король | e5 чёрный ферзь · h5 чёрная пешка · e4 белый конь · h4 чёрный король · f3 белая пешка · g2 белая пешка · h1 белый король | e5 чёрный ферзь · h5 чёрная пешка · e4 белый конь · h4 чёрный король · f3 белая пешка · g2 белая пешка · h1 белый король | e5 чёрный ферзь · h5 чёрная пешка · e4 белый конь · h4 чёрный король · f3 белая пешка · g2 белая пешка · h1 белый король | 6 |
| 5 | e5 чёрный ферзь · h5 чёрная пешка · e4 белый конь · h4 чёрный король · f3 белая пешка · g2 белая пешка · h1 белый король | e5 чёрный ферзь · h5 чёрная пешка · e4 белый конь · h4 чёрный король · f3 белая пешка · g2 белая пешка · h1 белый король | e5 чёрный ферзь · h5 чёрная пешка · e4 белый конь · h4 чёрный король · f3 белая пешка · g2 белая пешка · h1 белый король | e5 чёрный ферзь · h5 чёрная пешка · e4 белый конь · h4 чёрный король · f3 белая пешка · g2 белая пешка · h1 белый король | e5 чёрный ферзь · h5 чёрная пешка · e4 белый конь · h4 чёрный король · f3 белая пешка · g2 белая пешка · h1 белый король | e5 чёрный ферзь · h5 чёрная пешка · e4 белый конь · h4 чёрный король · f3 белая пешка · g2 белая пешка · h1 белый король | e5 чёрный ферзь · h5 чёрная пешка · e4 белый конь · h4 чёрный король · f3 белая пешка · g2 белая пешка · h1 белый король | e5 чёрный ферзь · h5 чёрная пешка · e4 белый конь · h4 чёрный король · f3 белая пешка · g2 белая пешка · h1 белый король | 5 |
| 4 | e5 чёрный ферзь · h5 чёрная пешка · e4 белый конь · h4 чёрный король · f3 белая пешка · g2 белая пешка · h1 белый король | e5 чёрный ферзь · h5 чёрная пешка · e4 белый конь · h4 чёрный король · f3 белая пешка · g2 белая пешка · h1 белый король | e5 чёрный ферзь · h5 чёрная пешка · e4 белый конь · h4 чёрный король · f3 белая пешка · g2 белая пешка · h1 белый король | e5 чёрный ферзь · h5 чёрная пешка · e4 белый конь · h4 чёрный король · f3 белая пешка · g2 белая пешка · h1 белый король | e5 чёрный ферзь · h5 чёрная пешка · e4 белый конь · h4 чёрный король · f3 белая пешка · g2 белая пешка · h1 белый король | e5 чёрный ферзь · h5 чёрная пешка · e4 белый конь · h4 чёрный король · f3 белая пешка · g2 белая пешка · h1 белый король | e5 чёрный ферзь · h5 чёрная пешка · e4 белый конь · h4 чёрный король · f3 белая пешка · g2 белая пешка · h1 белый король | e5 чёрный ферзь · h5 чёрная пешка · e4 белый конь · h4 чёрный король · f3 белая пешка · g2 белая пешка · h1 белый король | 4 |
| 3 | e5 чёрный ферзь · h5 чёрная пешка · e4 белый конь · h4 чёрный король · f3 белая пешка · g2 белая пешка · h1 белый король | e5 чёрный ферзь · h5 чёрная пешка · e4 белый конь · h4 чёрный король · f3 белая пешка · g2 белая пешка · h1 белый король | e5 чёрный ферзь · h5 чёрная пешка · e4 белый конь · h4 чёрный король · f3 белая пешка · g2 белая пешка · h1 белый король | e5 чёрный ферзь · h5 чёрная пешка · e4 белый конь · h4 чёрный король · f3 белая пешка · g2 белая пешка · h1 белый король | e5 чёрный ферзь · h5 чёрная пешка · e4 белый конь · h4 чёрный король · f3 белая пешка · g2 белая пешка · h1 белый король | e5 чёрный ферзь · h5 чёрная пешка · e4 белый конь · h4 чёрный король · f3 белая пешка · g2 белая пешка · h1 белый король | e5 чёрный ферзь · h5 чёрная пешка · e4 белый конь · h4 чёрный король · f3 белая пешка · g2 белая пешка · h1 белый король | e5 чёрный ферзь · h5 чёрная пешка · e4 белый конь · h4 чёрный король · f3 белая пешка · g2 белая пешка · h1 белый король | 3 |
| 2 | e5 чёрный ферзь · h5 чёрная пешка · e4 белый конь · h4 чёрный король · f3 белая пешка · g2 белая пешка · h1 белый король | e5 чёрный ферзь · h5 чёрная пешка · e4 белый конь · h4 чёрный король · f3 белая пешка · g2 белая пешка · h1 белый король | e5 чёрный ферзь · h5 чёрная пешка · e4 белый конь · h4 чёрный король · f3 белая пешка · g2 белая пешка · h1 белый король | e5 чёрный ферзь · h5 чёрная пешка · e4 белый конь · h4 чёрный король · f3 белая пешка · g2 белая пешка · h1 белый король | e5 чёрный ферзь · h5 чёрная пешка · e4 белый конь · h4 чёрный король · f3 белая пешка · g2 белая пешка · h1 белый король | e5 чёрный ферзь · h5 чёрная пешка · e4 белый конь · h4 чёрный король · f3 белая пешка · g2 белая пешка · h1 белый король | e5 чёрный ферзь · h5 чёрная пешка · e4 белый конь · h4 чёрный король · f3 белая пешка · g2 белая пешка · h1 белый король | e5 чёрный ферзь · h5 чёрная пешка · e4 белый конь · h4 чёрный король · f3 белая пешка · g2 белая пешка · h1 белый король | 2 |
| 1 | e5 чёрный ферзь · h5 чёрная пешка · e4 белый конь · h4 чёрный король · f3 белая пешка · g2 белая пешка · h1 белый король | e5 чёрный ферзь · h5 чёрная пешка · e4 белый конь · h4 чёрный король · f3 белая пешка · g2 белая пешка · h1 белый король | e5 чёрный ферзь · h5 чёрная пешка · e4 белый конь · h4 чёрный король · f3 белая пешка · g2 белая пешка · h1 белый король | e5 чёрный ферзь · h5 чёрная пешка · e4 белый конь · h4 чёрный король · f3 белая пешка · g2 белая пешка · h1 белый король | e5 чёрный ферзь · h5 чёрная пешка · e4 белый конь · h4 чёрный король · f3 белая пешка · g2 белая пешка · h1 белый король | e5 чёрный ферзь · h5 чёрная пешка · e4 белый конь · h4 чёрный король · f3 белая пешка · g2 белая пешка · h1 белый король | e5 чёрный ферзь · h5 чёрная пешка · e4 белый конь · h4 чёрный король · f3 белая пешка · g2 белая пешка · h1 белый король | e5 чёрный ферзь · h5 чёрная пешка · e4 белый конь · h4 чёрный король · f3 белая пешка · g2 белая пешка · h1 белый король | 1 |
|   | a | b | c | d | e | f | g | h |   |

В финале этюда А. Троицкого у чёрных ферзь за коня, но выигрыш для них невозможен, так как чёрному королю некуда ходить, а ферзь в одиночку реальной угрозы для белых не представляет.
|   | a | b | c | d | e | f | g | h |   |
| - | --- | --- | --- | --- | --- | --- | --- | --- | - |
| 8 | h7 чёрная пешка · h6 чёрная пешка · h5 чёрный ферзь · a4 белая пешка · a3 белая пешка · a2 белый король · g2 чёрный король · b1 белая ладья | h7 чёрная пешка · h6 чёрная пешка · h5 чёрный ферзь · a4 белая пешка · a3 белая пешка · a2 белый король · g2 чёрный король · b1 белая ладья | h7 чёрная пешка · h6 чёрная пешка · h5 чёрный ферзь · a4 белая пешка · a3 белая пешка · a2 белый король · g2 чёрный король · b1 белая ладья | h7 чёрная пешка · h6 чёрная пешка · h5 чёрный ферзь · a4 белая пешка · a3 белая пешка · a2 белый король · g2 чёрный король · b1 белая ладья | h7 чёрная пешка · h6 чёрная пешка · h5 чёрный ферзь · a4 белая пешка · a3 белая пешка · a2 белый король · g2 чёрный король · b1 белая ладья | h7 чёрная пешка · h6 чёрная пешка · h5 чёрный ферзь · a4 белая пешка · a3 белая пешка · a2 белый король · g2 чёрный король · b1 белая ладья | h7 чёрная пешка · h6 чёрная пешка · h5 чёрный ферзь · a4 белая пешка · a3 белая пешка · a2 белый король · g2 чёрный король · b1 белая ладья | h7 чёрная пешка · h6 чёрная пешка · h5 чёрный ферзь · a4 белая пешка · a3 белая пешка · a2 белый король · g2 чёрный король · b1 белая ладья | 8 |
| 7 | h7 чёрная пешка · h6 чёрная пешка · h5 чёрный ферзь · a4 белая пешка · a3 белая пешка · a2 белый король · g2 чёрный король · b1 белая ладья | h7 чёрная пешка · h6 чёрная пешка · h5 чёрный ферзь · a4 белая пешка · a3 белая пешка · a2 белый король · g2 чёрный король · b1 белая ладья | h7 чёрная пешка · h6 чёрная пешка · h5 чёрный ферзь · a4 белая пешка · a3 белая пешка · a2 белый король · g2 чёрный король · b1 белая ладья | h7 чёрная пешка · h6 чёрная пешка · h5 чёрный ферзь · a4 белая пешка · a3 белая пешка · a2 белый король · g2 чёрный король · b1 белая ладья | h7 чёрная пешка · h6 чёрная пешка · h5 чёрный ферзь · a4 белая пешка · a3 белая пешка · a2 белый король · g2 чёрный король · b1 белая ладья | h7 чёрная пешка · h6 чёрная пешка · h5 чёрный ферзь · a4 белая пешка · a3 белая пешка · a2 белый король · g2 чёрный король · b1 белая ладья | h7 чёрная пешка · h6 чёрная пешка · h5 чёрный ферзь · a4 белая пешка · a3 белая пешка · a2 белый король · g2 чёрный король · b1 белая ладья | h7 чёрная пешка · h6 чёрная пешка · h5 чёрный ферзь · a4 белая пешка · a3 белая пешка · a2 белый король · g2 чёрный король · b1 белая ладья | 7 |
| 6 | h7 чёрная пешка · h6 чёрная пешка · h5 чёрный ферзь · a4 белая пешка · a3 белая пешка · a2 белый король · g2 чёрный король · b1 белая ладья | h7 чёрная пешка · h6 чёрная пешка · h5 чёрный ферзь · a4 белая пешка · a3 белая пешка · a2 белый король · g2 чёрный король · b1 белая ладья | h7 чёрная пешка · h6 чёрная пешка · h5 чёрный ферзь · a4 белая пешка · a3 белая пешка · a2 белый король · g2 чёрный король · b1 белая ладья | h7 чёрная пешка · h6 чёрная пешка · h5 чёрный ферзь · a4 белая пешка · a3 белая пешка · a2 белый король · g2 чёрный король · b1 белая ладья | h7 чёрная пешка · h6 чёрная пешка · h5 чёрный ферзь · a4 белая пешка · a3 белая пешка · a2 белый король · g2 чёрный король · b1 белая ладья | h7 чёрная пешка · h6 чёрная пешка · h5 чёрный ферзь · a4 белая пешка · a3 белая пешка · a2 белый король · g2 чёрный король · b1 белая ладья | h7 чёрная пешка · h6 чёрная пешка · h5 чёрный ферзь · a4 белая пешка · a3 белая пешка · a2 белый король · g2 чёрный король · b1 белая ладья | h7 чёрная пешка · h6 чёрная пешка · h5 чёрный ферзь · a4 белая пешка · a3 белая пешка · a2 белый король · g2 чёрный король · b1 белая ладья | 6 |
| 5 | h7 чёрная пешка · h6 чёрная пешка · h5 чёрный ферзь · a4 белая пешка · a3 белая пешка · a2 белый король · g2 чёрный король · b1 белая ладья | h7 чёрная пешка · h6 чёрная пешка · h5 чёрный ферзь · a4 белая пешка · a3 белая пешка · a2 белый король · g2 чёрный король · b1 белая ладья | h7 чёрная пешка · h6 чёрная пешка · h5 чёрный ферзь · a4 белая пешка · a3 белая пешка · a2 белый король · g2 чёрный король · b1 белая ладья | h7 чёрная пешка · h6 чёрная пешка · h5 чёрный ферзь · a4 белая пешка · a3 белая пешка · a2 белый король · g2 чёрный король · b1 белая ладья | h7 чёрная пешка · h6 чёрная пешка · h5 чёрный ферзь · a4 белая пешка · a3 белая пешка · a2 белый король · g2 чёрный король · b1 белая ладья | h7 чёрная пешка · h6 чёрная пешка · h5 чёрный ферзь · a4 белая пешка · a3 белая пешка · a2 белый король · g2 чёрный король · b1 белая ладья | h7 чёрная пешка · h6 чёрная пешка · h5 чёрный ферзь · a4 белая пешка · a3 белая пешка · a2 белый король · g2 чёрный король · b1 белая ладья | h7 чёрная пешка · h6 чёрная пешка · h5 чёрный ферзь · a4 белая пешка · a3 белая пешка · a2 белый король · g2 чёрный король · b1 белая ладья | 5 |
| 4 | h7 чёрная пешка · h6 чёрная пешка · h5 чёрный ферзь · a4 белая пешка · a3 белая пешка · a2 белый король · g2 чёрный король · b1 белая ладья | h7 чёрная пешка · h6 чёрная пешка · h5 чёрный ферзь · a4 белая пешка · a3 белая пешка · a2 белый король · g2 чёрный король · b1 белая ладья | h7 чёрная пешка · h6 чёрная пешка · h5 чёрный ферзь · a4 белая пешка · a3 белая пешка · a2 белый король · g2 чёрный король · b1 белая ладья | h7 чёрная пешка · h6 чёрная пешка · h5 чёрный ферзь · a4 белая пешка · a3 белая пешка · a2 белый король · g2 чёрный король · b1 белая ладья | h7 чёрная пешка · h6 чёрная пешка · h5 чёрный ферзь · a4 белая пешка · a3 белая пешка · a2 белый король · g2 чёрный король · b1 белая ладья | h7 чёрная пешка · h6 чёрная пешка · h5 чёрный ферзь · a4 белая пешка · a3 белая пешка · a2 белый король · g2 чёрный король · b1 белая ладья | h7 чёрная пешка · h6 чёрная пешка · h5 чёрный ферзь · a4 белая пешка · a3 белая пешка · a2 белый король · g2 чёрный король · b1 белая ладья | h7 чёрная пешка · h6 чёрная пешка · h5 чёрный ферзь · a4 белая пешка · a3 белая пешка · a2 белый король · g2 чёрный король · b1 белая ладья | 4 |
| 3 | h7 чёрная пешка · h6 чёрная пешка · h5 чёрный ферзь · a4 белая пешка · a3 белая пешка · a2 белый король · g2 чёрный король · b1 белая ладья | h7 чёрная пешка · h6 чёрная пешка · h5 чёрный ферзь · a4 белая пешка · a3 белая пешка · a2 белый король · g2 чёрный король · b1 белая ладья | h7 чёрная пешка · h6 чёрная пешка · h5 чёрный ферзь · a4 белая пешка · a3 белая пешка · a2 белый король · g2 чёрный король · b1 белая ладья | h7 чёрная пешка · h6 чёрная пешка · h5 чёрный ферзь · a4 белая пешка · a3 белая пешка · a2 белый король · g2 чёрный король · b1 белая ладья | h7 чёрная пешка · h6 чёрная пешка · h5 чёрный ферзь · a4 белая пешка · a3 белая пешка · a2 белый король · g2 чёрный король · b1 белая ладья | h7 чёрная пешка · h6 чёрная пешка · h5 чёрный ферзь · a4 белая пешка · a3 белая пешка · a2 белый король · g2 чёрный король · b1 белая ладья | h7 чёрная пешка · h6 чёрная пешка · h5 чёрный ферзь · a4 белая пешка · a3 белая пешка · a2 белый король · g2 чёрный король · b1 белая ладья | h7 чёрная пешка · h6 чёрная пешка · h5 чёрный ферзь · a4 белая пешка · a3 белая пешка · a2 белый король · g2 чёрный король · b1 белая ладья | 3 |
| 2 | h7 чёрная пешка · h6 чёрная пешка · h5 чёрный ферзь · a4 белая пешка · a3 белая пешка · a2 белый король · g2 чёрный король · b1 белая ладья | h7 чёрная пешка · h6 чёрная пешка · h5 чёрный ферзь · a4 белая пешка · a3 белая пешка · a2 белый король · g2 чёрный король · b1 белая ладья | h7 чёрная пешка · h6 чёрная пешка · h5 чёрный ферзь · a4 белая пешка · a3 белая пешка · a2 белый король · g2 чёрный король · b1 белая ладья | h7 чёрная пешка · h6 чёрная пешка · h5 чёрный ферзь · a4 белая пешка · a3 белая пешка · a2 белый король · g2 чёрный король · b1 белая ладья | h7 чёрная пешка · h6 чёрная пешка · h5 чёрный ферзь · a4 белая пешка · a3 белая пешка · a2 белый король · g2 чёрный король · b1 белая ладья | h7 чёрная пешка · h6 чёрная пешка · h5 чёрный ферзь · a4 белая пешка · a3 белая пешка · a2 белый король · g2 чёрный король · b1 белая ладья | h7 чёрная пешка · h6 чёрная пешка · h5 чёрный ферзь · a4 белая пешка · a3 белая пешка · a2 белый король · g2 чёрный король · b1 белая ладья | h7 чёрная пешка · h6 чёрная пешка · h5 чёрный ферзь · a4 белая пешка · a3 белая пешка · a2 белый король · g2 чёрный король · b1 белая ладья | 2 |
| 1 | h7 чёрная пешка · h6 чёрная пешка · h5 чёрный ферзь · a4 белая пешка · a3 белая пешка · a2 белый король · g2 чёрный король · b1 белая ладья | h7 чёрная пешка · h6 чёрная пешка · h5 чёрный ферзь · a4 белая пешка · a3 белая пешка · a2 белый король · g2 чёрный король · b1 белая ладья | h7 чёрная пешка · h6 чёрная пешка · h5 чёрный ферзь · a4 белая пешка · a3 белая пешка · a2 белый король · g2 чёрный король · b1 белая ладья | h7 чёрная пешка · h6 чёрная пешка · h5 чёрный ферзь · a4 белая пешка · a3 белая пешка · a2 белый король · g2 чёрный король · b1 белая ладья | h7 чёрная пешка · h6 чёрная пешка · h5 чёрный ферзь · a4 белая пешка · a3 белая пешка · a2 белый король · g2 чёрный король · b1 белая ладья | h7 чёрная пешка · h6 чёрная пешка · h5 чёрный ферзь · a4 белая пешка · a3 белая пешка · a2 белый король · g2 чёрный король · b1 белая ладья | h7 чёрная пешка · h6 чёрная пешка · h5 чёрный ферзь · a4 белая пешка · a3 белая пешка · a2 белый король · g2 чёрный король · b1 белая ладья | h7 чёрная пешка · h6 чёрная пешка · h5 чёрный ферзь · a4 белая пешка · a3 белая пешка · a2 белый король · g2 чёрный король · b1 белая ладья | 1 |
|   | a | b | c | d | e | f | g | h |   |

В финале этюда Г. Заходякина у чёрных ферзь за ладью, но после 1. ♖b2+ игра заканчивается вечным шахом, так как король чёрных не может укрыться от преследующей его ладьи. Соглашаться на размен чёрные не могут — белые будут на 1,5 хода впереди в гонке пешек.
Примерами позиционной ничьей являются также окончания «Ферзь против защищённой королём пешки, достигшей предпоследней горизонтали» в случаях, когда эта пешка крайняя или слоновая, а король сильнейшей стороны от неё далеко. В этих случаях сильнейшая сторона не может выиграть из-за наличия у соперника патовых защит.